# نهائي كوبا ليبرتادوريس 2002
نهائي كوبا ليبرتادوريس 2002 هو النهائي الثالث والأربعون من بطولة كوبا ليبرتادوريس، البطولة التي ينظمها اتحاد أمريكا الجنوبية لكرة القدم (كونميبول). أقيمت المباراة بين ناديي أوليمبيا وساو كايتانو وانتهت بفوز أوليمبيا بالركلات الترجيحية.

## عن الفريقين
| فريق        | نهائيات سابقة (الخط العريض يشير لسنة الفوز) |
| ----------- | ------------------------------------------- |
| أوليمبيا    | 1960, 1979, 1989, 1990, 1991                |
| ساو كايتانو | -                                           |